# 제7대 퍼스 백작 에릭 드러먼드

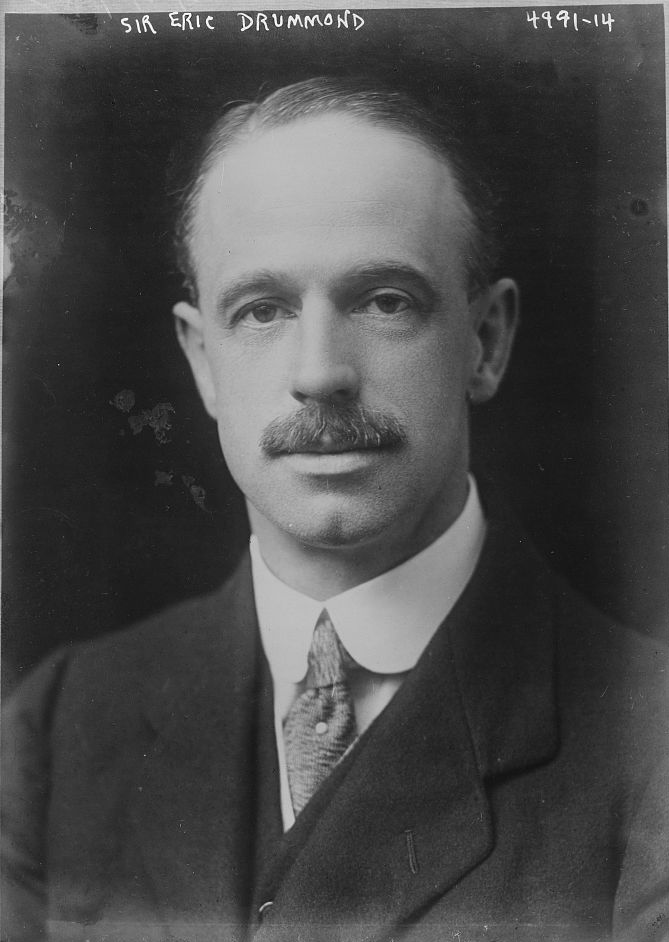
퍼스 백작

제7대 퍼스 백작 제임스 에릭 드러먼드(James Eric Drummond, 7th Earl of Perth, GCMG, CB, 1876년 8월 17일~1951년 12월 15일)은 영국의 외교관이다. 초대 국제 연맹 사무총장을 역임하였다.

## 생애
에릭 드러먼드는 영국 퍼스 지방의 백작 가문으로 노스 요크셔에서 태어났다. 이튼 스쿨에서 수학한 뒤 1900년부터 외교관으로 활동하였다. 제1차 세계대전이 끝나고 1919년에는 국제 연맹이 설립되자, 1920년에 초대 국제연맹 사무총장에 취임하였다. 1933년에 퇴임한 이후엔 이탈리아 대사가 되었으며, 1937년에는 6대 백작이던 이복형 윌리엄이 사망하자 백작의 직위를 계승하여 7대 백작이 되었다. 1939년에 영국으로 돌아왔으며, 1951년에 사망하였다.